# 1944 год в музыке

## События
- Основание в Москве струнного квартета имени Бородина, одного из старейших непрерывно выступающих камерных ансамблей мира.

## Выпущенные альбомы
- Бинг Кросби — «Going My Way».
- Бёрл Айвз — «The Wayfaring Stranger».

## Классическая музыка
- Сергей Прокофьев — опера «Война и мир».
- Сергей Прокофьев — симфония № 5.

Ахмет Жубанов совместно с  Латифом Хамиди - опера  Абай.

## Родились

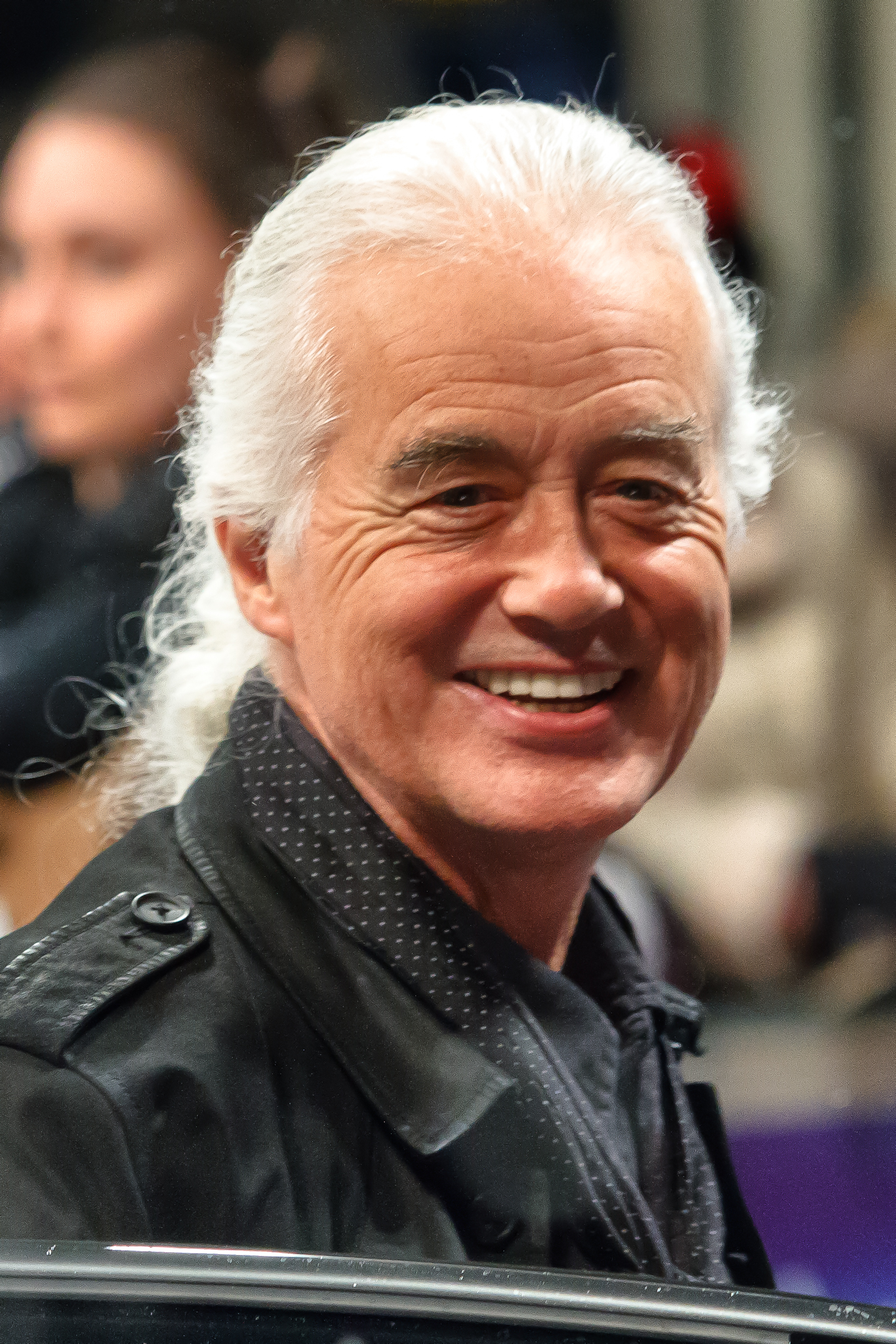
Джимми Пейдж

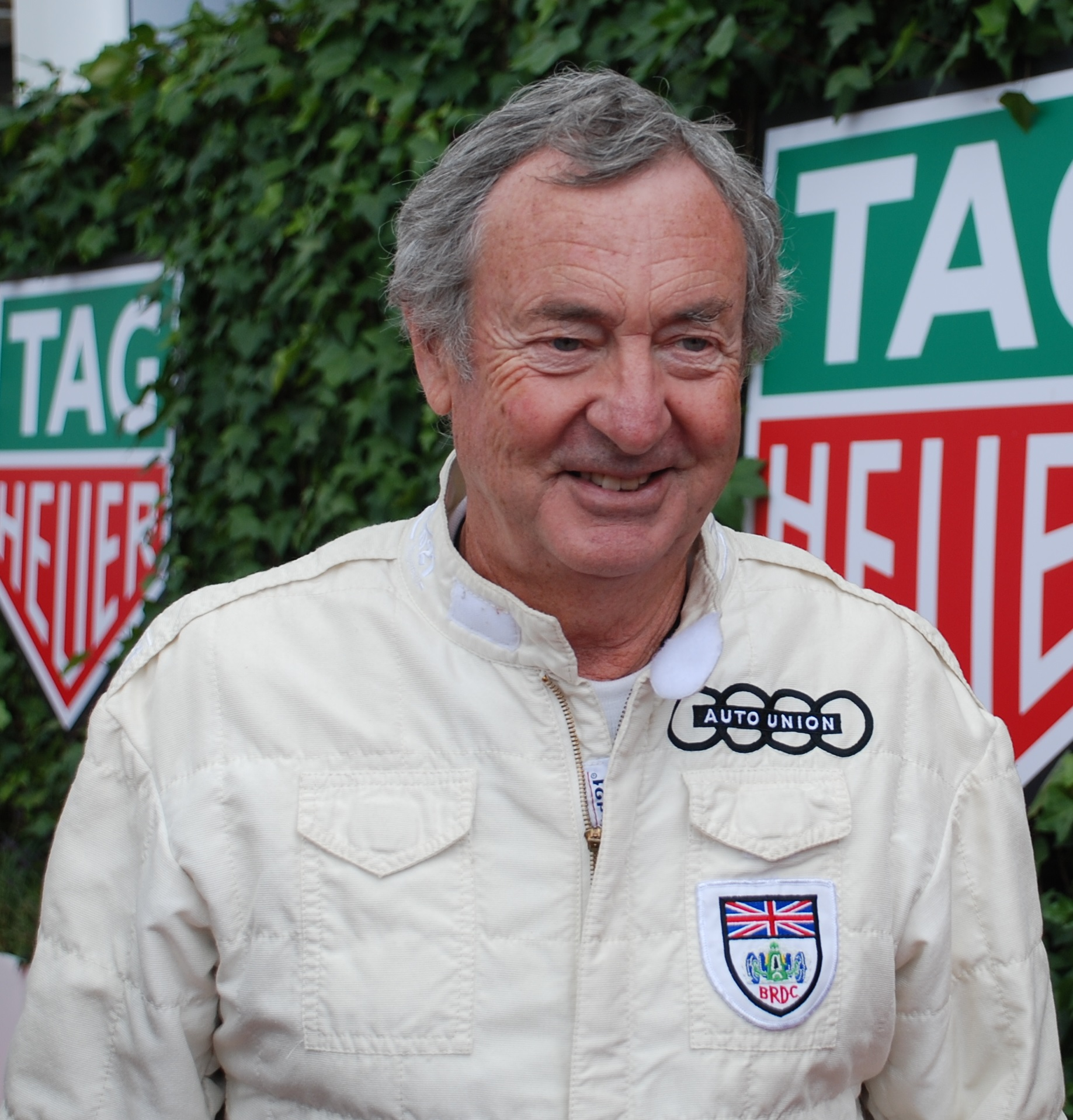
Ник Мейсон

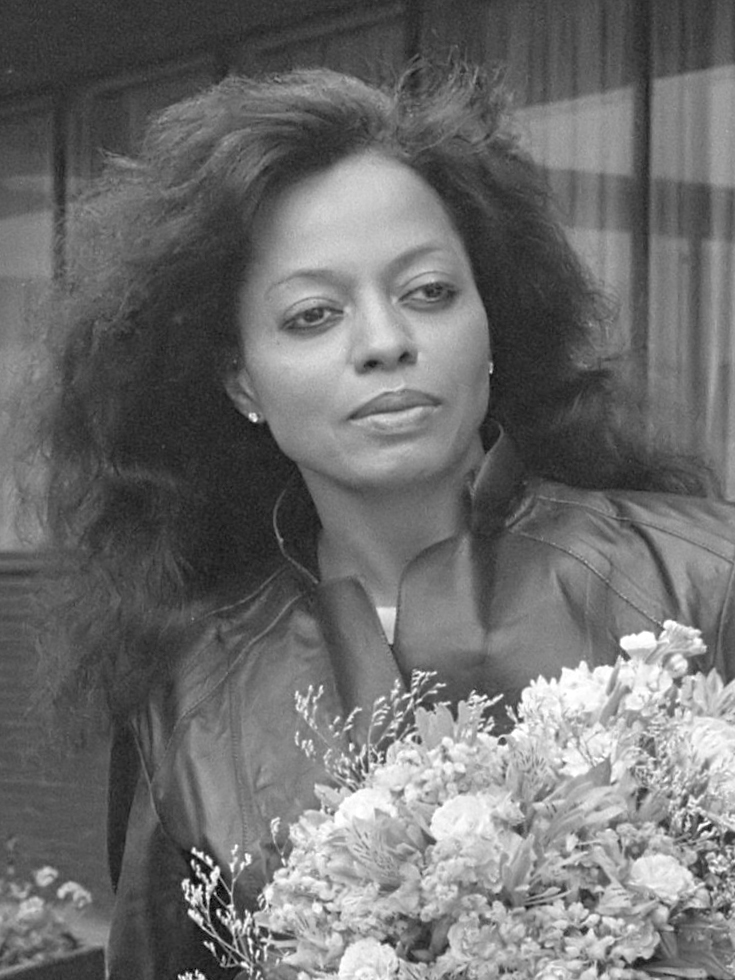
Дайана Росс

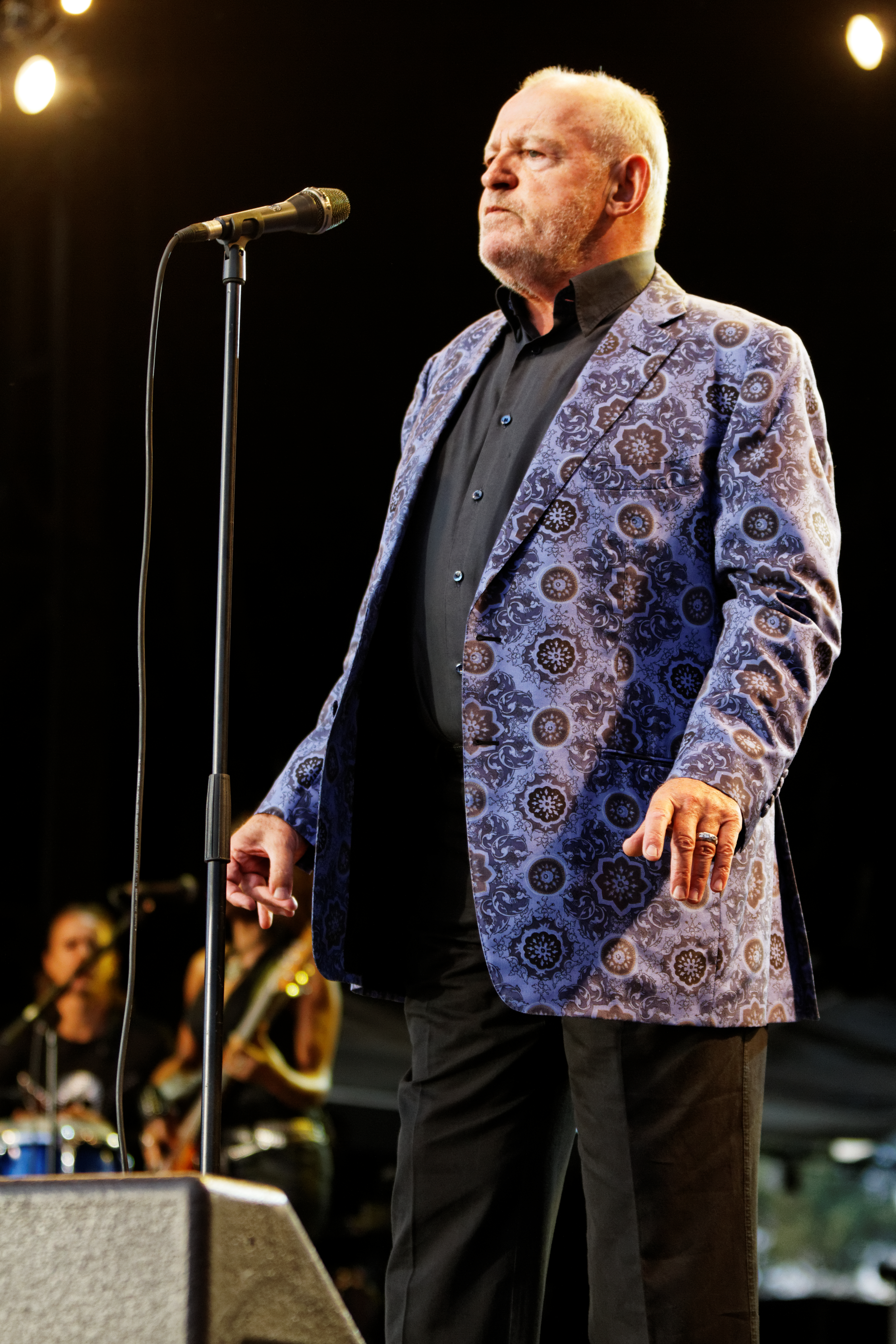
Джо Кокер

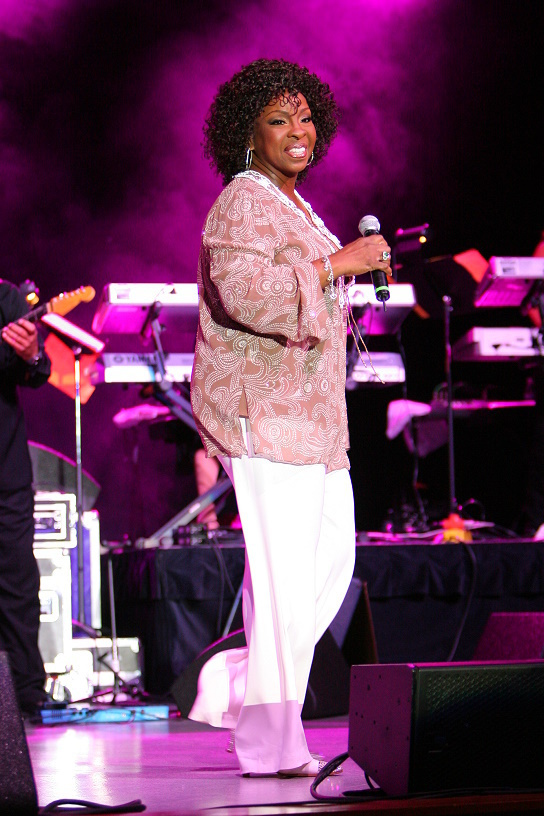
Глэдис Найт

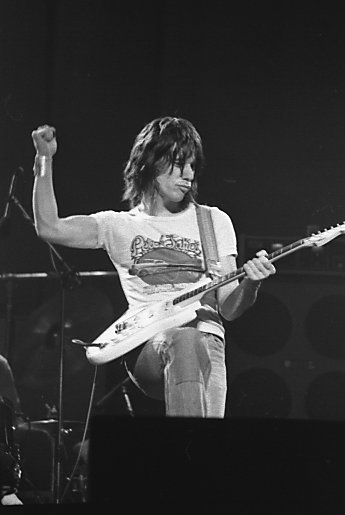
Джефф Бек

### Январь
- 1 января — Абдуджалил Хашимов (ум. 2023) — советский и таджикский певец, музыкант и композитор
- 2 января — Владимир Васильев (ум. 2015) — советский и российский оперный певец (тенор) и театральный режиссёр[1]
- 9 января — Джимми Пейдж — британский музыкант и автор песен, гитарист групп The Yardbirds и Led Zeppelin
- 10 января
  - Александр Востряков (ум. 2023) — советский и украинский оперный и камерный певец (лирико-драматический тенор) и музыкальный педагог
  - Фрэнк Синатра-младший (ум. 2016) — американский певец, автор песен, дирижёр и актёр
- 12 января — Синтия Робинсон (ум. 2015) — американская певица и музыкант, соосновательница, вокалистка и трубач группы Sly & the Family Stone
- 16 января — Дитер Мёбиус (ум. 2015) — немецкий композитор и электронный музыкант, участник групп Cluster и Harmonia
- 17 января — Беатрис Локхарт[исп.] (ум. 2015) — уругвайская пианистка, композитор и музыкальный педагог
- 25 января — Дмитрий Савицкий (ум. 2019) — советский и французский писатель, поэт и журналист, ведущий радиопередачи «49 минут джаза»
- 27 января — Ник Мейсон — британский музыкант, основатель и барабанщик группы Pink Floyd
- 29 января — Эндрю Луг Олдем — британский продюсер, менеджер группы The Rolling Stones
- 30 января — Линн Харрелл (ум. 2020) — американский виолончелист

### Февраль
- 15 февраля — Мик Эйвори[англ.] — британский музыкант, барабанщик группы The Kinks
- 20 февраля — Лью Солофф[англ.] (ум. 2015) — американский джазовый трубач и композитор
- 23 февраля — Флориан Фрике (ум. 2001) — немецкий музыкант и композитор, основатель и клавишник группы Popol Vuh
- 28 февраля — Равиндра Джайн (ум. 2015) — индийский композитор и поэт-песенник
- 29 февраля — Джефф Николлс (ум. 2017) — британский рок-музыкант и автор песен, клавишник группы Black Sabbath

### Март
- 1 марта — Роджер Долтри — британский певец и автор песен, основатель и вокалист группы The Who
- 4 марта — Бобби Уомак (ум. 2014) — американский певец, музыкант и автор песен
- 6 марта — Мэри Уилсон (ум. 2021) — американская певица, вокалистка группы The Supremes
- 15 марта — Джаз Саммерс[англ.] (ум. 2015) — британский музыкальный менеджер
- 17 марта — Джон Себастьян[англ.] — американский певец, музыкант и автор песен, вокалист и гитарист группы The Lovin’ Spoonful
- 19 марта — Том Константен[англ.] — американский музыкант, клавишник группы Grateful Dead
- 23 марта — Рик Окасек (ум. 2019) — американский певец, музыкант и автор песен, вокалист и ритм-гитарист группы The Cars
- 26 марта — Дайана Росс — американская певица, вокалистка группы The Supremes
- 29 марта — Фёдор Глущенко (ум. 2017) — советский, российский и украинский дирижёр
- 30 марта — Хавьер Крае (ум. 2015) — испанский певец и музыкант

### Апрель
- 7 апреля — Детлеф Кобеля (ум. 2018) — немецкий композитор и музыковед
- 12 апреля — Джон Кэй — канадский музыкант, основатель и фронтмен рок-группы Steppenwolf
- 13 апреля — Джек Кэсэди[англ.] — американский музыкант, бас-гитарист группы Jefferson Airplane
- 14 апреля — Харри Спарнай (ум. 2017) — нидерландский бас-кларнетист
- 15 апреля
  - Джон Уилбрахем (ум. 1998) — британский трубач
  - Дэйв Эдмундс — британский певец, гитарист и продюсер
- 19 апреля — Берни Уоррелл[англ.] (ум. 2016) — американский музыкант и продюсер, клавишник группы Parliament-Funkadelic
- 20 апреля — Михаил Плоткин (ум. 2021) — советский и российский музыкальный администратор и продюсер
- 24 апреля — Татьяна Лебедева (ум. 2015) — советская и российская балерина и балетный педагог

### Май
- 2 мая — Евгений Морозов (ум. 2016) — советский и российский хоровой дирижёр и композитор
- 4 мая — Тельма Тиксу (ум. 2019) — аргентинская актриса, певица и танцовщица
- 8 мая — Билл Ледженд[англ.] — британский музыкант, барабанщик группы T. Rex
- 9 мая — Ричи Фьюрей[англ.] — американский музыкант, гитарист группы Buffalo Springfield
- 13 мая — Петр Гапка (ум. 2014) — чешский музыкант, композитор, певец и дирижёр
- 14 мая — Джин Корниш[англ.] — канадско-американский музыкант, гитарист и вокалист группы The Rascals
- 20 мая — Джо Кокер (ум. 2014) — британский певец
- 23 мая — Тики Фулвуд[англ.] (ум. 1979) — американский музыкант, барабанщик группы Parliament-Funkadelic
- 28 мая — Глэдис Найт — американская певица, вокалистка группы Gladys Knight & the Pips

### Июнь
- 4 июня — Мишель Филлипс — американская певица и автор песен, вокалистка группы The Mamas & the Papas
- 6 июня — Эдгар Фрёзе (ум. 2015) — немецкий электронный музыкант и композитор, лидер группы Tangerine Dream
- 16 июня — Татьяна Чудова (ум. 2021) — советский и российский композитор и музыкальный педагог
- 19 июня — Питер Барденс (ум. 2002) — британский музыкант и композитор, клавишник группы Camel
- 21 июня — Рэй Дэвис — британский певец, музыкант и автор песен, вокалист и ритм-гитарист группы The Kinks
- 22 июня — Питер Эшер — британский гитарист, певец, менеджер и музыкальный продюсер, участник дуэта Peter & Gordon
- 24 июня
  - Джефф Бек (ум. 2023) — британский гитарист и композитор, участник групп The Yardbirds и The Jeff Beck Group[2]
  - Крис Вуд (ум. 1983) — британский музыкант, флейтист, саксофонист и клавишник группы Traffic
- 27 июня — Юрий Горшков (ум. 2022) — советский и молдавский танцовщик, хореограф и балетный педагог

### Июль
- 8 июля — Джеймо[англ.] — американский музыкант, барабанщик группы The Allman Brothers Band
- 15 июля — Михаил Чембержи (ум. 2018) — советский и украинский композитор и музыкальный педагог
- 22 июля
  - Миша ван Хук (ум. 2021) — бельгийский танцовщик, хореограф и балетмейстер
  - Рик Дэвис — англо-американский певец, клавишник и автор песен, один из основателей группы Supertramp
- 23 июля — Дино Данелли[англ.] (ум. 2022) — американский музыкант, барабанщик группы The Rascals
- 27 июля
  - Бобби Джентри — американская поп-певица
  - Барбара Томпсон (ум. 2022) — британская саксофонистка, флейтистка и композитор

### Август
- 2 августа
  - Нана Васконселос[порт.] (ум. 2016) — бразильский певец и перкуссионист
  - Джим Капальди (ум. 2005) — британский музыкант и автор песен, барабанщик группы Traffic
  - Марк Нэфталин[англ.] — американский музыкант, клавишник группы The Paul Butterfield Blues Band
- 5 августа — Кристофер Ганнинг (ум. 2023) — британский композитор
- 8 августа — Джон Ренбурн[англ.] (ум. 2015) — британский музыкант и автор песен, гитарист и вокалист группы Pentangle
- 10 августа — Эрмек Мойдунов (ум. 2015) — советский и киргизский певец
- 14 августа — Андрей Хитрук (ум. 2019) — советский и российский пианист, музыкальный педагог и журналист
- 19 августа — Евгений Левашёв (ум. 2022) — советский и российский музыковед и искусствовед
- 26 августа — Морин Такер — американская певица и музыкант, барабанщица группы The Velvet Underground
- 29 августа — Семён Оконешников (ум. 2019) — советский и российский оперный певец (лирический тенор)

### Сентябрь
- 1 сентября — Леонард Слаткин — американский дирижёр
- 12 сентября — Барри Уайт (ум. 2003) — американский певец в стиле ритм-энд-блюз
- 13 сентября — Питер Сетера — американский певец, музыкант и автор песен, вокалист и басист группы Chicago
- 16 сентября — Бетти Келли[англ.] — американская певица, вокалистка группы Martha and the Vandellas

### Октябрь
- 9 октября — Джон Энтвисл (ум. 2002) — британский музыкант, певец и автор песен, бас-гитарист и вокалист группы The Who
- 13 октября — Роберт Ламм — американский музыкант и автор песен, клавишник группы Chicago
- 16 октября — Эдди Хох[англ.] (ум. 2015) — американский сессионный барабанщик
- 18 октября — Нелсон Фрейре (ум. 2021) — бразильский пианист
- 19 октября — Питер Тош (ум. 1987) — ямайский певец и музыкант, гитарист, клавишник и вокалист группы The Wailers
- 25 октября — Джон Андерсон — британский певец и автор песен, вокалист группы Yes
- 26 октября — Джим Макканн[англ.] (ум. 2015) — ирландский певец и музыкант, вокалист и гитарист группы The Dubliners
- 27 октября — Николай Караченцов (ум. 2018) — советский и российский актёр и певец
- 29 октября — Денни Лэйн (ум. 2023) — британский музыкант и автор песен, гитарист групп The Moody Blues и Wings
- 30 октября — Виктор Шпортько (ум. 2015) — советский и украинский певец и музыкальный педагог

### Ноябрь
- 2 ноября — Кит Эмерсон (ум. 2016) — британский музыкант и композитор, клавишник групп The Nice и Emerson, Lake & Palmer
- 10 ноября — Тим Райс — британский писатель и драматург, автор либретто рок-оперы «Иисус Христос — суперзвезда»
- 12 ноября — Букер Ти Джонс — американский музыкант, автор песен, продюсер и аранжировщик, клавишник группы Booker T. & the M.G.’s
- 15 ноября
  - Роберт Бахман (ум. 2019) — швейцарский дирижёр и композитор
  - Джой Флеминг (ум. 2017) — немецкая певица
- 17 ноября — Джин Кларк (ум. 1991) — американский музыкант и автор песен, вокалист и гитарист группы The Byrds
- 25 ноября — Бив Бивэн — британский музыкант, барабанщик группы Electric Light Orchestra
- 27 ноября — Даля Тейшерските (ум. 2023) — советская и литовская поэтесса, журналистка и политическая деятельница, автор текстов песен

### Декабрь
- 1 декабря — Джон Денсмор — американский музыкант, барабанщик группы The Doors
- 4 декабря
  - Деннис Уилсон (ум. 1983) — американский музыкант, певец и автор песен, сооснователь и барабанщик группы The Beach Boys
  - Крис Хиллмен — американский музыкант, басист группы The Byrds
- 9 декабря — Нил Иннес (ум. 2019) — британский музыкант, композитор и пародист, участник групп The Bonzo Dog Doo-Dah Band и The Rutles
- 11 декабря
  - Бренда Ли — американская певица
  - Майкл Лэнг (ум. 2022) — американский концертный промоутер, продюсер и художественный руководитель
- 19 декабря
  - Уильям Кристи — американский и французский клавесинист и дирижёр
  - Элвин Ли (ум. 2013) — британский музыкант и певец, основатель, вокалист и гитарист группы Ten Years After
  - Зал Яновски[англ.] (ум. 2002) — канадский музыкант, гитарист и вокалист группы The Lovin’ Spoonful
- 21 декабря
  - Игорь Бурко (ум. 2018) — советский и российский джазовый трубач, основатель и художественный руководитель ансамбля «Уральский диксиленд»
  - Майкл Тилсон-Томас — американский дирижёр и композитор
- 25 декабря — Владимир Резицкий (ум. 2001) — советский и российский джазовый саксофонист, флейтист, композитор и бэнд-лидер

### Без точной даты
- Жан Деплас (ум. 2015) — французский виолончелист и музыкальный педагог

## Скончались

### Январь
- 9 января — Йоханна Бейер (55) — немецкая и американская пианистка и композитор

### Февраль
- 3 февраля — Иветта Гильбер (79) — французская певица и актриса
- 6 февраля — Татьяна Барбакова (44) — немецкая и французская танцовщица российского происхождения
- 10 февраля — Альфред Башеле (79) — французский композитор, дирижёр и музыкальный педагог
- 12 февраля — Юлиуш Вольфсон (64) — австрийский пианист и композитор польского происхождения
- 16 февраля — Эдмунд фон Борк (37) — немецкий композитор и дирижёр
- 19 февраля — Рихард Бурмайстер (83) — немецкий пианист, композитор и музыкальный педагог

### Март
- 26 марта — Кертту Бернхард (41) — финская пианистка и музыкальный педагог

### Апрель
- 4 апреля — Карел Вайс (82) — чехословацкий и чешский композитор, фольклорист и собиратель народных песен
- 6 апреля
  - Давид Бейгельман (56) — польский композитор, дирижёр и скрипач
  - Варвара Гайгерова (40) — русская и советская пианистка и композитор
- 22 апреля — Мецио Агостини (68) — итальянский пианист, композитор и музыкальный педагог

### Май
- 1 мая — Эрнст Воллонг (59) — немецкий дирижёр[3]
- 16 мая — Никифор Барышев (65) — русский и советский оперный и камерный певец (тенор) и музыкальный педагог
- 19 мая — Арсений Авраамов (58) ― российский и советский композитор и теоретик музыки
- 20 мая — Винсент Роуз[англ.] (63) — американский скрипач, пианист, композитор и бэндлидер итальянского происхождения

### Июнь
- 14 июня — Жорж Баррер (67) — французский и американский флейтист и музыкальный педагог

### Июль
- 14 июля — Асмахан (31) — египетская певица и актриса сирийского происхождения
- 27 июля — Виктор Врёльс (68) — бельгийский композитор, скрипач, дирижёр и музыкальный педагог

### Август
- 7 августа — Агустин Барриос (59) ― парагвайский классический гитарист и композитор
- 8 августа — Айно Акте (68) — финская оперная певица (сопрано)
- 19 августа — Генри Вуд (75) — британский дирижёр

### Сентябрь
- 8 сентября — Ян Питер Хендрик ван Гилсе (63) — нидерландский композитор и дирижёр
- 21 сентября — Зофья Буцкевичова-Циборовская (60) — польская пианистка и музыкальный педагог
- 27 сентября — Адольф Ведро (53) — эстонский и советский композитор и музыкальный педагог
- 30 сентября — Франц Вайс (51) — венгерский и нидерландский композитор

### Октябрь
- 10 октября — Эрика Ведекинд (75) — немецкая оперная певица (колоратурное сопрано) и музыкальный педагог

### Декабрь
- 15 декабря — Гленн Миллер (40) — американский тромбонист, руководитель оркестра Гленна Миллера
- 27 декабря — Эми Бич (77) — американская пианистка и композитор

### Без точной даты
- Николай Амосов (62/63) — русский и советский арфист и музыкальный педагог
- Мария Андерсон (73/74) — русская и советская балерина
- Мукебюн Басангов (65/66) — российский и советский калмыцкий джангарчи
- Науша Бокейханов (73/74) — казахский и советский домбрист и кюйши